# Скај ворк ерлајнс
Скај ворк ерлајнс (енгл. SkyWork Airlines AG) је швајцарска авио-компанија са седиштем у близини аеродрома Берн у Белпу.
Лети на међународним редовним путничким линијама у Европи, a обавља и чартер саобраћај током летњих месеци.

## Флота
Скај ворк ерлајнс поседује следеће типове авиона, по подацима из марта 2012:
- 3 Бомбардиер Деш 8 Q400
- 3 Дорније 328-110

Флота ће бити увећана током 2012. године, набавком додатног авиона типа Бомбардиер Деш 8 Q400 чиме ће флоту чинити укупно 6 авиона.

## Дестинације
По подацима из марта 2012, Скај ворк ерлајнс обавља саобраћај на следећим дестинацијама:
Аустрија
- Беч - Аеродром Беч

Грчка
- Превеза - Национални аеродром Актион [почиње 7. маја - сезонски]
- Солун - Аеродром Македонија [почиње 25. марта - сезонски]

Италија
- Каљари - Аеродром Каљари Елмас [почиње 6. маја - сезонски]
- Катанија - Аеродром Катанија-Фонтанароса [почиње 5. маја - сезонски]
- Елба - Аеродром Марина ди Кампо [сезонски]
- Олбија - Аеродром Олбија – Коста Смералда [почиње 31. марта - сезонски]
- Рим - Аеродром Леонардо да Винчи - Фјумићино

Мађарска
- Будимпешта - Аеродром Ференц Лист Будимпешта

Немачка
- Берлин - Аеродром Берлин Шонефелд
- Келн - Аеродром Келн [почиње 25. марта]
- Хамбург - Аеродром Хамбург
- Херингсдорф - Аеродром Херингсдорф [сезонски чартер]

Србија
- Београд - Аеродром Никола Тесла Београд

Уједињено Краљевство
- Лондон - Аеродром Лондон Сити

Француска
- Фигари - Аеродром Фигари Корзика [почиње 19. маја - сезонски]
- Ница - Аеродром Ница Кот Д'Азур [почиње 16. маја - сезонски]

Холандија
- Амстердам - Аеродром Амстердам Схипхол

Хрватска
- Сплит - Аеродром Сплит [почиње 5. маја - сезонски]

Шпанија
- Барселона - Аеродром Ел Прат Барселона
- Ибица - Аеродром Ибица [сезонски]
- Мадрид - Аеродром Барахас Мадрид
- Махон - Аеродром Менорка [почиње 6. маја - сезонски]
- Палма де Мајорка - Аеродром Палма де Мајорка
- Реус - Аеродром Реус [почиње 30. марта - сезонски]